# Assen
Assen hollandiai község és egyben alapfokú közigazgatási egység, azaz község Hollandiában, Drenthe tartomány székhelye. Lakosainak száma 68 836 fő (2021. január 1.). 1809-ben városi jogokat kapott. A város ismert a MotoGP pályájáról, illetve a június utolsó szombatján kiadott MotoGP nagydíjról, valamint az évente megtartott Assen Táncfesztiválról.

## Történelme
A város történetének kezdete 1258-ra tehető, ekkor a Maria in Campis kolostornak kellett új helyet találni. Eredetileg Coevorden-ben épült fel, 1227-ben büntetésképpen az Utrecht-i püspök serege által elkövetett mészárlás miatt, ami az Ane-i csataként lett ismeretes. A sereg a Drenthe-i jobbágyfelkelést hivatott leverni. A csatában mellékesen a püspök is elesett. A püspök utóda rendelte el a kolostor építését. Tekintve, hogy egy tőzegláp közelében állt az épület, ami időnként megáradt, ezért egy új helyre volt szükség. Egy jobb, és valamivel szárazabb helynek bizonyult Witten, ami közelében akkoriban csak pár farmot lehetett találni a ciszterciek kolostorának. Egy másik történet szerint Assen már abban a korban is létezett, amikor a dolmenek épültek. A kolostor új épülete feltehetőleg az 1260-as évek körül épült, és az évszázadok során Assen fokozatosan fejlődött körülötte. Ma már csak pár romos fal maradt a kolostorból. A város címere eredetileg a kolostor pecsétje volt. Az 1600-as évek körül az apátság magánkézbe került. A Maria in Campist elhagyták, de az épület még állt. A tartományi igazgatótanács új székhely után nézett, ezért Assenre esett a választás, így lett Drenthe tartomány székhelye.
Ennek ellenére ekkor még Assen nem volt község, egyházi szempontból sem. Habár volt saját apátsága, 1615-ben saját prédikátora, mégis Rolde alá tartozott. 1807-től kezdve már nem tartozott Rolde alá, és 1809-ben városi jogokat kapott. I. Lajos holland királynak nagy tervei voltak Assent illetőleg, hogy várossá fejleszti, de a Napóleoni háborúk közbeszóltak, s a terveket ejteni kellett.
Adminisztratív központként Assen vonzotta a jómódú polgárokat és befektetőket. Ez hozzájárult a kereskedelem lassú, de kitartó növekedéséhez, új létesítményekhez, például 1823-ban újságja, 1825-ben latin nyelvű iskolája, 1830-ban postája, bírósága 1840-ben, helyőrsége 1852-ben és vasútállomása 1870-ben lett. Szintén említésre méltóak a város közelében létesített csatornák, amelyeken az áruforgalom zajlott.
Az 1900-as évekre egyre jelentősebbé vált az ipara, például a tejüzem, a mészárszék és a vasöntöde. 1930-ra a városnak pszichiátriája és más egészségügyi központja létesült, így a tartomány egészségügyi központjává vált.
A mostani méretét a második világháború után érte el. Ekkor lakosainak száma 20 ezer körül járt. Az 1950-es években vált ismertté a MotoGP pályájáról, amikor a város ipara is fejlődésnek indult. Ma a város központjába motorral nem lehet behajtani, csak biciklivel. Több aszfalt borítással nem rendelkező, ám kiváló minőségű bicikliútja van. Egyre inkább biciklibaráttá válik.

## Fekvése
Assen Aa en Hunze és Tynaarlo községekkel határos.

## Látnivalók
Fő látványossága a TT Circuit Assen, ami a világ egyik legismertebb motorsport versenypályája. Egészen 1949 óta rendeznek itt versenyeket. A motorversenyek katedrálisaként is szokták nevezni.
Minden novemberben a város a latin-amerikai és a társas táncosok központjává válik. Az esemény Asseni Táncfesztivál néven vált ismertté. Profi és amatőr táncosok egyaránt fellépnek.
Végül, de nem utolsósorban, a "biciklis megye" (Drenthe) fővárosának is nevezik. Kiváló minőségű bicikliutak találhatóak a városban, és környékén, és több rendszeres kerékpáros eseményt lát vendégül. Például 2009-ben a Vuelta ciclista a España startja itt volt.

## Háztartások száma
Assen háztartásainak száma az elmúlt években az alábbi módon változott:
| Háztartások száma | 29 229 | 29 348 | 29 655 | 29 748 | 29 762 | 29 963 |
|                   | 2010   | 2011   | 2012   | 2013   | 2014   | 2015   |

## A város híres szülöttjei
- Peter Hoekstra (labdarúgó) (született: 1973)
- Bas Roorda labdarúgó (született: 1973)

## Testvértelepülések
- Poznań
- Bad Bentheim

## Fordítás
Ez a szócikk részben vagy egészben  az   Assen című angol Wikipédia-szócikk fordításán alapul.  Az eredeti cikk szerkesztőit annak laptörténete sorolja fel. Ez a jelzés csupán a megfogalmazás eredetét és a szerzői jogokat jelzi, nem szolgál a cikkben szereplő információk forrásmegjelöléseként.